# Anastas Jovanović
Anastas Jovanović (Vraca, 1817. – Beograd, 13. studenoga 1899.) bio je srbijanski umjetnik, litograf i fotograf koji je postavio temelje litografije u Srbiji zasnovavši je kao posebnu likovnu granu. Napravio je najznačajnije fotografije kod Srba u 19. stoljeću.

## Životopis
Rođen je 1817. u Vraci, tada dijelom Osmanskog Carstva. Njegov otav Jovan bio je trgovac, a majka Marija bila je iz ugledne obitelji u Vraci. Kada je imao osam ili devet godina, otac ga je doveo u Beograd i povjerio ujaku, bogatom krojaču koji je radio kod kneza Miloša. Jovanoviću se nije svidio krojački zanat, te se zaposlio za slagača u prvoj tiskari u Beogradu pod imenom »Knjažesko-serbska tipografija«. Godine 1838. u tiskaru je predan rukopis za prvi »Srpski bukvar«, početnicu za čije je tiskanje litografske matrice izradio Anastas Jovanović. Budući da je knez bio zadovoljan početnicom i pošto je čuo da je rukopisna slova izradio Jovanović, odlučio je poslati ga u Beč na školovanje na Akademiji Svete Ane da uči bakrorez. U Beču se susreće s novim znanstvenim otkrićem, te je u slobodno vrijeme učio litografiju i fotografiju kod Johanna Stadlera, bečkog litografa i fotografa. Smatra se da je 1840. načinio prve litografije na kojima su bili Lukijan Mušicki, Vuk Karadžić i Dositej Obradović. 
Jovanović je 1941. kupio Voigtländerovu kameru« s objektivom Jozefa Petzvala, tada treću koja je proizvedena. Time je svrstan među prve svjetske fotografe. Prvi je među Slavenima koji se počeo zanimati za fotografiju. U početku se bavio dagerotipijom, a potom talbotipijom i stereofotografijom. Osim portreta, Jovanović je snimao dijelove raznih gradova (prvi snimci Beograda), mrtvu prirodu i razne događaje. Smjenom dinastija u Srbiji 1842. gubi stipendiju, te u Beču otvara fotografsko-litografski atelje, a 1846. završava Akademiju i bavi se izdavačkom djelatnošću.
Smatra se da je Anastas Jovanović prvi srbijanski školovani primijenjeni umjetnik. Po povratku u Srbiju 1859. godine, nakon smjene vlasti, postaje domoupravitelj kneza Mihaila i bavi se organiziranjem života na dvoru. Poslije kneževe smrti 1868. povlači se iz javnog života. Bio je oženjen Austrijankom Marijom, s kojom je imao troje djece.